# 彦瀧大明神
彦瀧大明神（ひこたきだいみょうじん）は、三重県鳥羽市河内町にある神社である。別名ひこんたきさん。女性の神様である。毎月多くの参拝者が訪れる。清流で身を清めてから参拝する。

## 概要
神体は白蛇様。女性特有の病気の治癒や安産の信仰を集める。川に注連縄がかけられている。
毎月4の日が縁日であり、正月四日に大祭が行われる。 

## 歴史
『諸国誌草稿』によれば、河内村創立の頃から祭祀が行われ、祭日は毎月4日で氏子はいなかったという。元々は彦滝神社であったが後に底筒神社に改称、祭神は底筒男命となった。
1910年（明治43年）3月20日に加茂神社へ合祀されたが、1958年（昭和33年）4月7日に彦滝神社として旧社地に分祀された。

## アクセス
神社へは一本道であるが、その位置は分かりづらい。周辺に駐車場はない。
- 近鉄鳥羽線鳥羽駅からかもめバス国崎行きで12分、杉ヶ瀬下車、徒歩30分[3]。
- 近鉄志摩線加茂駅から徒歩50分。